# Chantal (nombre)
Chantal (  /ˈʧæntəl,_ʃɑːnˈtɑːl/ ) es un nombre de pila femenino de origen francés . El nombre Chantal se remonta a la antigua palabra occitana cantal, que significa " piedra ". Llegó a ser de uso popular como un nombre de pila en honor de la santa católica Juana Francisca Fréymot de Chantal. También se puede escribir Chantel, Chantalle, Chantelle, Shantal, Shantel o Shantelle, por lo general en los EE. UU., Europa y Quebec, el nombre generalmente se pronuncia como "Chantal".

## Personas conocidas con este nombre
- Chantal Akerman (nacida en 1950), cineasta belga
- Chantal Andere (nacida en 1972), actriz y cantante mexicana
- Chantal Botts (nacida en 1976), jugadora de bádminton sudafricana
- Chantal Chamandy, cantante canadiense
- Chantal Chawaf (nacida en 1943), escritora francesa
- Chantal Coché (1826 - 1891), industrial belga
- Chantal Claret (nacida en 1982), cantante estadounidense
- Chantal Galladé (nacida en 1972), política suiza
- Chantal Garrigues (1944-2018), actriz francesa
- Chantal Goya (nacida en 1942), cantante y actriz francesa
- Chantal Grevers (nacida en 1961), jugadora de críquet holandesa
- Chantal Groot (nacida en 1982), nadadora holandesa
- Chantal Joffe (nacida en 1969), pintora inglesa
- Chantal Jones (nacida en 1988), modelo estadounidense
- Chantal Kreviazuk (nacida en 1974), cantautora canadiense
- Chantal Mauduit (1964-1998), esquiadora alpina francesa
- Chantal Mouffe (nacida en 1943), teórica política belga
- Chantal Nijkerken-de Haan (nacida en 1973), política holandesa
- Chantal Quesnel, actriz canadiense
- Chantal Passamonte (nacida en 1970), música electrónica sudafricana, más conocida como Mira Calix
- Chantal Réga (nacida en 1955), velocista francesa
- Chantal Renaud (nacida en 1946), guionista canadiense
- Chantal Singer, esquiadora acuática canadiense clasificada internacionalmente
- Chantal Spitz (nacida en 1954), autora de la Polinesia Francesa
- Chantal Strand (nacida en 1987), actriz de voz canadiense
- Chantal Strasser (nacida en 1978), nadadora suiza de estilo libre
- Chantal Sutherland (nacida en 1976), modelo canadiense, personalidad de televisión y jockey
- Chantal Ughi (nacida en 1981), boxeadora italiana, actriz y campeona múltiple de muay thai
- Marie-Chantal, princesa heredera de Grecia (nacida en 1968), esposa de Pavlos, príncipe heredero de Grecia
- Chantal Videla (nacida en 2002), actriz, modelo y cantante filipino-argentina del grupo de chicas de K-pop Lapillus (grupo)